# Хетски закони
Хетските закони са се запазили до наши дни в единствен текст от края на XVI – началото на XV век пр.н.е. (края на древнохетския период) и в няколко текста от новохетския период.
Езикът на новите текстове е подобен на древнохетските.
Законите на Хетското царство са сред най-важните източници за историческа възстановка на държавната, икономическа и социална структура на хетското общество, както и на юридическото му структуриране.